# فرودگاه شهرستان آنجلینا (تگزاس)
فرودگاه شهرستان آنجلینا (تگزاس) (به انگلیسی: Angelina County Airport) یک فرودگاه همگانی بهره‌برداری هوایی با کد یاتا LFK است که یک باند فرود آسفالت دارد و طول باند آن ۱۶۴۵ متر است. این فرودگاه در شهر لوفکین، تگزاس کشور ایالات متحده آمریکا قرار دارد و در ارتفاع ۹۰ متری از سطح دریا واقع شده است.